# Borowy Las
Borowy Las (dodatkowa nazwa w j. kaszub. Bòrowi Las) – wieś kaszubska w Polsce, położona w województwie pomorskim, w powiecie kartuskim, w gminie Sierakowice. Wieś jest siedzibą sołectwa Borowy Las, w którego skład wchodzi również Kamionka Gowidlińska.
| SIMC    | Nazwa                | Rodzaj                 |
| ------- | -------------------- | ---------------------- |
| 0170890 | Kamionka Gowidlińska | część wsi (do 2023 r.) |

W latach 1975–1998 wieś administracyjnie należała do województwa gdańskiego.